# Großer Preis von Frankreich 1999
Der Große Preis von Frankreich 1999 (offiziell LXXXV Mobil 1 Grand Prix de France) fand am 27. Juni auf dem Circuit de Nevers Magny-Cours in Magny-Cours statt und war das siebte Rennen der Formel-1-Weltmeisterschaft 1999.

## Bericht

### Hintergrund
Nach dem Großen Preis von Kanada führte Mika Häkkinen in der Fahrerwertung mit vier Punkten vor Michael Schumacher und mit neun Punkten vor Eddie Irvine. In der Konstrukteurswertung führte Ferrari mit neun Punkten vor McLaren-Mercedes und mit 39 Punkten vor Jordan-Mugen-Honda.
Alle Teams legten vor diesem Rennwochenende zwei Testtage in Magny-Cours ein. Am ersten Tag war David Coulthard der schnellste Fahrer, am zweiten Tag Irvine. Williams unternahm Änderungen an der Aufhängung ihrer Wagen, Minardi testete mit Gastón Mazzacane neue aerodynamische Anbauteile und Arrows unternahm Tests auf dem Santa Pod Raceway.
Am 16. Juni, dem ersten Testtag in Magny-Cours, verkündete der Formel-1-Weltmeister von 1996, Damon Hill, seinen Rücktritt von der Formel 1 mit Ende der Saison. Hill nannte die persönlichen Leistungen und die Anzahl der vielen Testfahrten als Gründe für sein Karriereende.
Mit Michael Schumacher (viermal) und Hill (einmal) traten zwei ehemalige Sieger zu diesem Grand Prix an.

### Training

#### Freitagstraining
Diese Sitzung erfolgte unter trockenen Bedingungen mit starker Bewölkung. Michael Schumacher holte sich mit 1:17,912 Minuten die Bestzeit vor seinem Teamkollegen Irvine, dahinter folgten Häkkinen, Coulthard, Alessandro Zanardi und Heinz-Harald Frentzen. Der langsamste Fahrer, Marc Gené, lag rund vier Sekunden hinter der Bestzeit.

#### Samstagstraining
Rubens Barrichello holte sich mit 1:17,232 Minuten die schnellste Trainingszeit vor den McLaren mit Coulthard vor Häkkinen. Dahinter folgten Ralf Schumacher, Irvine und Michael Schumacher. Der langsamste Fahrer, erneut Gené, lag rund dreieinhalb Sekunden hinter der Bestzeit.

### Qualifying
Überraschend holte sich Barrichello zum zweiten Mal in seiner Karriere im Regen die Pole-Position vor Jean Alesi und Olivier Panis. Die Favoriten Michael Schumacher und Häkkinen belegten die Plätze sechs und 14, Irvine und Coulthard holten sich die Plätze 17 und vier. Gegen Ende der Sitzung verlor Coulthard bei einer schnellen Runde die Kontrolle über seinen Wagen und blieb im Kiesbett stecken. Der langsamste Fahrer, Toranosuke Takagi, lag rund zehn Sekunden hinter der Bestzeit.
Mit Hill, Gené, Luca Badoer, Pedro de la Rosa und Takagi lagen fünf Fahrer über der 107-Prozent-Zeit und wären somit nicht zum Rennen zugelassen. Da jedoch das Training im Regen stattfand und alle genannten Fahrer in den Trainings gezeigt hatten, dass sie konkurrenzfähig und keine Gefahr sind, wurden sie zum Rennen zugelassen. Allerdings wurde die Startreihenfolge der letzten fünf verändert, so dass die schnellste Trainingszeit die Plätze bestimmten. Dies bedeutete, dass die Arrows vor den Minardi starteten, obwohl im regulären Qualifying die Minardi schneller waren.

### Warm-Up
Erstmals an diesem Rennwochenende war ein McLaren an der Spitze, Coulthard holte sich im Regen mit 1:32,091 Minuten die schnellste Zeit vor Irvine, Michael Schumacher, Frentzen, Ralf Schumacher und auf Platz sieben Häkkinen. Der langsamste Fahrer, Gené, lag rund sieben Sekunden hinter der schnellsten Runde.

### Rennen
Das Rennen begann bei trockenen Bedingungen. Beim Start konnte Barrichello die Führung verteidigen während der Zweitplatzierte Alesi nicht optimal weg kam und die hinteren Fahrer aufhielt. Panis fiel nach dem Start hinter Coulthard zurück, welcher in Runde zwei auch an Alesi vorbeiging, während Häkkinen fünf Plätze aufholen konnte. Mit Beginn zur dritten Runde führte Barrichello mit weniger als einer halben Sekunde Vorsprung vor Coulthard, dahinter folgen Alesi, Frentzen, Michael Schumacher, Panis und bereits auf dem siebten Platz Häkkinen. Alexander Wurz konnte ebenfalls drei Positionen gut machen und befand sich auf Platz zehn. In Runde vier konnte Häkkinen vor Kurve fünf Panis um den sechsten Rang überholen, während Coulthard eine Runde später die Führung, ebenfalls in Kurve fünf, übernehmen konnte. In Runde acht begann Häkkinen einen Angriff auf Michael Schumacher, doch der Deutsche kann sich vorerst wehren. Erste Regentropfen im Norden der Strecke waren nun sichtbar. Die nächste Runde jedoch kann Häkkinen innen vorbei gehen und vorne bleiben, da Schumacher aufgrund gelber Flaggen durch den abgestellten Wagen von Pedro Diniz zurückstecken musste. Währenddessen rollte der Führende Coulthard aufgrund einer defekten Lichtmaschine aus und Barrichello führte erneut vor Alesi. In Runde 14 zog Häkkinen dasselbe Manöver wie vorher bei Michael Schumacher durch und konnte sich auf Platz drei vorarbeiten. In Runde 18 versuchte Häkkinen an Alesi vorbei zu gehen. Alesis Bremsen blockierten, doch Häkkinen verbremste sich ebenfalls und beide konnten den Scheitelpunkt nicht erreichen, allerdings konnte sich der Finne vorne halten und machte sich direkt auf die Verfolgungsjagd auf den um 4,5 Sekunden führenden Barrichello.
Mit Runde 21 zog ein Gewitter über die Strecke und es begann zu regnen, Irvine eröffnete als erster Fahrer die Boxenstopps. Allerdings wurde der Boxenstopp verhaut, da die Mannschaft nicht bereit war und sogar unabsichtlich anfangs statt Regenreifen Trockenreifen montierten. Nach dem Chaos und den richtigen Reifensatz konnte Irvine nach 42,9 Sekunden Stehzeit wieder auf die Strecke gelassen werden. Hill war der nächste Fahrer, der an die Box ging, doch nach einer Wandberührung ging eine Felge zu Bruch. Es begann nun sehr heftig zu regnen, Giancarlo Fisichella drehte sich und die führenden Fahrzeuge fuhren nun geschlossen an die Box. Auf dem dritten Platz liegend drehte sich Alesi ins Kiesbett und blieb stecken, daraufhin wurde das Safety-Car auf die Strecke geschickt. Trotz Safety-Cars drehten sich Jacques Villeneuve, Wurz, Gené und Zanardi, alle vier Fahrer konnten nicht mehr weiterfahren. Michael Schumacher hatte indes Probleme mit dem Helmvisier.
In Runde 35 wurde das Rennen wieder freigegeben, auf den vorderen Plätzen gab es keine Positionsverschiebungen und somit führte Barrichello weiterhin vor Häkkinen, Frentzen, Michael Schumacher, Panis und Jarno Trulli. Häkkinen versuchte in Runde 38 eine späte Attacke in Kurve fünf. Er konnte jedoch nicht an Barrichello vorbei gehen und berührte noch dazu den Randstein, woraufhin sich Häkkinen drehte und auf Platz sieben zurückfiel. In der nächsten Runde konnte sich Michael Schumacher den zweiten Platz, ebenfalls in Kurve fünf, von Frentzen holen. Nun startete der Ferrari-Pilot die Jagd auf Barrichello und konnte in Runde 43 die Führung für acht Runden behaupten, als er Probleme mit der Elektrik bekam. In Runde 54 wechselte Michael Schumacher neben den Reifen auch das Lenkrad und fiel weit zurück. Häkkinen holte sich währenddessen den zweiten Platz von Frentzen und in Runde 57 die Führung. Sechs Runden vor Schluss mussten Häkkinen und Barrichello ihren jeweils zweiten Boxenstopp erledigen, während Frentzens einziger Boxenstopp bis zum Rennende ausreichte und er so das Rennen vor Häkkinen und Barrichello gewinnen konnte. Die Siegertrophäe für Frentzen wurde von Michael Douglas überreicht. Den Pokal für den siegreichen Konstrukteur Jordan nahm der Teamchef Eddie Jordan von Gérard Sauton, dem Vizepräsident von Mobil 1 Frankreich, entgegen.
Die restlichen Punkteplatzierungen belegten Ralf Schumacher, Michael Schumacher und Irvine.
Coulthard konnte sich mit 1:19,227 Minuten die schnellste Runde sichern.
Sowohl in der Fahrer- als auch in der Konstrukteurswertung blieben die ersten drei Positionen unverändert.

### Nach dem Rennen
Takagi wurde nachträglich vom Endergebnis disqualifiziert, da er Reifen verwendete, welche für seinen Teamkollegen de la Rosa bestimmt waren.
In einer Pressemitteilung deutete Hill an, dass dies oder das Rennen in Silverstone sein letztes Formel-1-Rennen sein könnte.

## Meldeliste
| Team                         | Nr. | Fahrer                | Chassis        | Motor                 | Reifen |
| ---------------------------- | --- | --------------------- | -------------- | --------------------- | ------ |
| West McLaren Mercedes        | 01  | Mika Häkkinen         | McLaren MP4/14 | Mercedes-Benz 3.0 V10 | B      |
| West McLaren Mercedes        | 02  | David Coulthard       | McLaren MP4/14 | Mercedes-Benz 3.0 V10 | B      |
| Scuderia Ferrari Marlboro    | 03  | Michael Schumacher    | Ferrari F399   | Ferrari 3.0 V10       | B      |
| Scuderia Ferrari Marlboro    | 04  | Eddie Irvine          | Ferrari F399   | Ferrari 3.0 V10       | B      |
| Winfield Williams            | 05  | Alessandro Zanardi    | Williams FW21  | Supertec 3.0 V10      | B      |
| Winfield Williams            | 06  | Ralf Schumacher       | Williams FW21  | Supertec 3.0 V10      | B      |
| Benson & Hedges Jordan       | 07  | Damon Hill            | Jordan 199     | Mugen-Honda 3.0 V10   | B      |
| Benson & Hedges Jordan       | 08  | Heinz-Harald Frentzen | Jordan 199     | Mugen-Honda 3.0 V10   | B      |
| Mild Seven Benetton Playlife | 09  | Giancarlo Fisichella  | Benetton B199  | Playlife 3.0 V10      | B      |
| Mild Seven Benetton Playlife | 10  | Alexander Wurz        | Benetton B199  | Playlife 3.0 V10      | B      |
| Red Bull Sauber Petronas     | 11  | Jean Alesi            | Sauber C18     | Petronas 3.0 V10      | B      |
| Red Bull Sauber Petronas     | 12  | Pedro Diniz           | Sauber C18     | Petronas 3.0 V10      | B      |
| Arrows                       | 14  | Pedro de la Rosa      | Arrows A20     | Arrows 3.0 V10        | B      |
| Arrows                       | 15  | Toranosuke Takagi     | Arrows A20     | Arrows 3.0 V10        | B      |
| Stewart Ford                 | 16  | Rubens Barrichello    | Stewart SF3    | Ford Cosworth 3.0 V10 | B      |
| Stewart Ford                 | 17  | Johnny Herbert        | Stewart SF3    | Ford Cosworth 3.0 V10 | B      |
| Gauloises Prost Peugeot      | 18  | Olivier Panis         | Prost AP02     | Peugeot 3.0 V10       | B      |
| Gauloises Prost Peugeot      | 19  | Jarno Trulli          | Prost AP02     | Peugeot 3.0 V10       | B      |
| Fondmetal Minardi Ford       | 20  | Luca Badoer           | Minardi M01    | Ford 3.0 V10          | B      |
| Fondmetal Minardi Ford       | 21  | Marc Gené             | Minardi M01    | Ford 3.0 V10          | B      |
| British American Racing      | 22  | Jacques Villeneuve    | BAR 01         | Supertec 3.0 V10      | B      |
| British American Racing      | 23  | Ricardo Zonta         | BAR 01         | Supertec 3.0 V10      | B      |

## Klassifikation

### Qualifying
| Pos.                                                                       | Fahrer                | Konstrukteur       | Zeit     | Start |
| -------------------------------------------------------------------------- | --------------------- | ------------------ | -------- | ----- |
| 01                                                                         | Rubens Barrichello    | Stewart-Ford       | 1:38,441 | 01    |
| 02                                                                         | Jean Alesi            | Sauber-Petronas    | 1:38,881 | 02    |
| 03                                                                         | Olivier Panis         | Prost-Peugeot      | 1:40,400 | 03    |
| 04                                                                         | David Coulthard       | McLaren-Mercedes   | 1:40,403 | 04    |
| 05                                                                         | Heinz-Harald Frentzen | Jordan-Mugen-Honda | 1:40,690 | 05    |
| 06                                                                         | Michael Schumacher    | Ferrari            | 1:41,127 | 06    |
| 07                                                                         | Giancarlo Fisichella  | Benetton-Playlife  | 1:41,825 | 07    |
| 08                                                                         | Jarno Trulli          | Prost-Peugeot      | 1:42,096 | 08    |
| 09                                                                         | Johnny Herbert        | Stewart-Ford       | 1:42,199 | 09    |
| 10                                                                         | Ricardo Zonta         | BAR-Supertec       | 1:42,228 | 10    |
| 11                                                                         | Pedro Diniz           | Sauber-Petronas    | 1:42,942 | 11    |
| 12                                                                         | Jacques Villeneuve    | BAR-Supertec       | 1:43,748 | 12    |
| 13                                                                         | Alexander Wurz        | Benetton-Playlife  | 1:44,319 | 13    |
| 14                                                                         | Mika Häkkinen         | McLaren-Mercedes   | 1:44,368 | 14    |
| 15                                                                         | Alessandro Zanardi    | Williams-Supertec  | 1:44,912 | 15    |
| 16                                                                         | Ralf Schumacher       | Williams-Supertec  | 1:45,189 | 16    |
| 17                                                                         | Eddie Irvine          | Ferrari            | 1:45,218 | 17    |
| 107-Prozent-Zeit: 1:45,332 min (bezogen auf die Bestzeit von 1:38,441 min) |                       |                    |          |       |
| 18                                                                         | Damon Hill            | Jordan-Mugen-Honda | 1:45,334 | 18    |
| 19                                                                         | Marc Gené             | Minardi-Ford       | 1:46,324 | 22    |
| 20                                                                         | Luca Badoer           | Minardi-Ford       | 1:46,784 | 21    |
| 21                                                                         | Pedro de la Rosa      | Arrows             | 1:48,215 | 19    |
| 22                                                                         | Toranosuke Takagi     | Arrows             | 1:48,322 | 20    |

Anmerkungen
1. 1 2 3 4 5  Die fünf Fahrer außerhalb der 107-Prozent-Zeit durften dennoch alle am Rennen teilnehmen, da ihre Trainingszeiten als „konkurrenzfähig“ erachtet wurden. Allerdings wurde die Startreihenfolge so abgeändert, dass die schnellste Trainingszeit der jeweiligen Fahrer über die Reihenfolge entschied.

### Rennen
| Pos. | Fahrer                | Konstrukteur       | Runden | Stopps | Zeit        | Start | Schnellste Runde |
| ---- | --------------------- | ------------------ | ------ | ------ | ----------- | ----- | ---------------- |
| 01   | Heinz-Harald Frentzen | Jordan-Mugen-Honda | 72     | 1      | 1:58:24,343 | 05    | 1:20,994 (17.)   |
| 02   | Mika Häkkinen         | McLaren-Mercedes   | 72     | 2      | + 11,092    | 14    | 1:19,758 (20.)   |
| 03   | Rubens Barrichello    | Stewart-Ford       | 72     | 2      | + 43,432    | 01    | 1:20,878 (04.)   |
| 04   | Ralf Schumacher       | Williams-Supertec  | 72     | 2      | + 45,475    | 16    | 1:20,313 (19.)   |
| 05   | Michael Schumacher    | Ferrari            | 72     | 2      | + 47,881    | 06    | 1:21,014 (12.)   |
| 06   | Eddie Irvine          | Ferrari            | 72     | 2      | + 48,901    | 17    | 1:20,328 (17.)   |
| 07   | Jarno Trulli          | Prost-Peugeot      | 72     | 2      | + 57,771    | 08    | 1:21,330 (15.)   |
| 08   | Olivier Panis         | Prost-Peugeot      | 72     | 2      | + 58,531    | 03    | 1:21,403 (20.)   |
| 09   | Ricardo Zonta         | BAR-Supertec       | 72     | 2      | + 1:28,764  | 10    | 1:20,881 (19.)   |
| 10   | Luca Badoer           | Minardi-Ford       | 71     | 2      | + 1 Runde   | 21    | 1:22,900 (16.)   |
| 11   | Pedro de la Rosa      | Arrows             | 71     | 2      | + 1 Runde   | 19    | 1:22,535 (19.)   |
| –    | Giancarlo Fisichella  | Benetton-Playlife  | 42     | 1      | DNF         | 07    | 1:21,423 (19.)   |
| –    | Damon Hill            | Jordan-Mugen-Honda | 31     | 2      | DNF         | 18    | 1:22,021 (19.)   |
| –    | Alessandro Zanardi    | Williams-Supertec  | 26     | 1      | DNF         | 15    | 1:21,983 (19.)   |
| –    | Jacques Villeneuve    | BAR-Supertec       | 25     | 2      | DNF         | 12    | 1:21,461 (18.)   |
| –    | Alexander Wurz        | Benetton-Playlife  | 25     | 1      | DNF         | 13    | 1:21,409 (19.)   |
| –    | Marc Gené             | Minardi-Ford       | 25     | 1      | DNF         | 22    | 1:22,844 (13.)   |
| –    | Jean Alesi            | Sauber-Petronas    | 24     | 1      | DNF         | 02    | 1:20,848 (17.)   |
| –    | David Coulthard       | McLaren-Mercedes   | 9      | 0      | DNF         | 04    | 1:19,227 (08.)   |
| –    | Pedro Diniz           | Sauber-Petronas    | 6      | 0      | DNF         | 11    | 1:22,629 (03.)   |
| –    | Johnny Herbert        | Stewart-Ford       | 4      | 0      | DNF         | 9     | 1:25,608 (03.)   |
| DSQ  | Toranosuke Takagi     | Arrows             | 71     | 2      | + 1 Runde   | 20    | 1:22,664 (19.)   |

Anmerkungen
1. ↑  Takagi wurde disqualifiziert, da er Reifen, welche für de la Rosa reserviert waren, verwendete.

## WM-Stände nach dem Rennen
Die ersten sechs des Rennens bekamen 10, 6, 4, 3, 2 bzw. 1 Punkt(e).

### Fahrerwertung
| Pos. | Fahrer                | Konstrukteur       | Punkte |
| ---- | --------------------- | ------------------ | ------ |
| 01   | Mika Häkkinen         | McLaren-Mercedes   | 40     |
| 02   | Michael Schumacher    | Ferrari            | 32     |
| 03   | Eddie Irvine          | Ferrari            | 26     |
| 04   | Heinz-Harald Frentzen | Jordan-Mugen-Honda | 23     |
| 05   | Ralf Schumacher       | Williams-Supertec  | 15     |
| 06   | Giancarlo Fisichella  | Benetton-Playlife  | 13     |
| 07   | David Coulthard       | McLaren-Mercedes   | 12     |
| 08   | Rubens Barrichello    | Stewart-Ford       | 10     |
| 09   | Damon Hill            | Jordan-Mugen-Honda | 3      |
| 10   | Johnny Herbert        | Stewart-Ford       | 2      |
| 11   | Jarno Trulli          | Prost-Peugeot      | 1      |
| 12   | Alexander Wurz        | Benetton-Playlife  | 1      |

| Pos. | Fahrer             | Konstrukteur      | Punkte |
| ---- | ------------------ | ----------------- | ------ |
| 13   | Olivier Panis      | Prost-Peugeot     | 1      |
| 14   | Pedro de la Rosa   | Arrows            | 1      |
| 15   | Jean Alesi         | Sauber-Petronas   | 1      |
| 16   | Pedro Diniz        | Sauber-Petronas   | 1      |
| 17   | Toranosuke Takagi  | Arrows            | 0      |
| 18   | Mika Salo          | BAR-Supertec      | 0      |
| 19   | Marc Gené          | Minardi-Ford      | 0      |
| 20   | Luca Badoer        | Minardi-Ford      | 0      |
| 21   | Alessandro Zanardi | Williams-Supertec | 0      |
| 22   | Ricardo Zonta      | BAR-Supertec      | 0      |
| –    | Jacques Villeneuve | BAR-Supertec      | 0      |
| –    | Stéphane Sarrazin  | Minardi-Ford      | 0      |

### Konstrukteurswertung
| Pos. | Konstrukteur       | Punkte |
| ---- | ------------------ | ------ |
| 01   | Ferrari            | 58     |
| 02   | McLaren-Mercedes   | 52     |
| 03   | Jordan-Mugen-Honda | 26     |
| 04   | Williams-Supertec  | 15     |
| 05   | Benetton-Playlife  | 14     |
| 06   | Stewart-Ford       | 12     |

| Pos. | Konstrukteur    | Punkte |
| ---- | --------------- | ------ |
| 07   | Prost-Peugeot   | 2      |
| 08   | Sauber-Petronas | 2      |
| 09   | Arrows          | 1      |
| 10   | BAR-Supertec    | 0      |
| 11   | Minardi-Ford    | 0      |